# Kamilla Cardoso
Kamilla Soares Cardoso (Montes Claros, 30 de abril de 2001) é uma jogadora brasileira de basquete que atua na posição de pivô. Atualmente, ela joga no Chicago Sky da WNBA.

## Carreira no Ensino Médio
Natural de Montes Claros, no estado de Minas Gerais, Kamilla se mudou aos 14 anos para os Estados Unidos visando oportunidades no basquete entrando na liga universitária NCAA. Jogou basquete no Ensino Médio pela Hamilton Heights Christian Academy em Chattanooga, Tennessee. No último ano, ela teve média de 24,1 pontos, 15,8 rebotes e 9,2 bloqueios por jogo. Em seguida, foi selecionada para jogar no McDonald's All-American Game e no Jordan Brand Classic. Classificada como recruta cinco estrelas e a jogadora número cinco em sua classe pela ESPN, ela se comprometeu a jogar basquete universitário em Syracuse, tendo recebido proposta de quatro outras escolas. Ela foi a recruta mais bem avaliada na história do programa.

## Carreira universitária
Como caloura no Syracuse, Kamilla foi o pivô titular do time e teve média de 13,6 pontos, oito rebotes e 2,7 bloqueios por jogo, tornando-se a primeira jogadora na história do programa a ganhar o prêmio de Caloura do Ano da Atlantic Coast Conference (ACC). Ela compartilhou as honras de Jogadora Defensiva do Ano dos treinadores da liga da ACC com Lorela Cubaj e foi nomeada All-ACC do time principal pelo Blue Ribbon Panel. Após a temporada, Cardoso transferiu-se para a Universidade da Carolina do Sul. No segundo ano, ela era reserva de Aliyah Boston, com média de 5,4 pontos e 5,1 rebotes por jogo e ajudando seu time a vencer o campeonato nacional. Em sua temporada júnior, Cardoso teve média de 9,8 pontos e 8,5 rebotes por jogo fora do banco. Ela foi nomeada Sexta Mulher do Ano da Southeastern Conference (SEC). Cardoso foi bicampeã da NCAA em sua última temporada, e foi escolhida como melhor jogadora da final contra Iowa, onde marcou 15 pontos e 17 rebotes. Após ser escolhida pelo Chicago Sky para jogar na WNBA, recebeu seu diploma, tendo estudado psicologia.

## Carreira na seleção
Kamilla representou o Brasil na Copa América de Basquetebol Feminino de 2021, em Porto Rico. Ela teve média de 9,9 pontos e oito rebotes por jogo, ajudando seu time a conquistar a medalha de bronze. Ela ganhou a medalha de ouro e recebeu honras de MVP no Campeonato Sul-Americano de Basquete de 2022, na Argentina. Neste torneio, teve média de 14,8 pontos, 11,4 rebotes e 2,6 bloqueios por jogo. Ela levou o Brasil à medalha de ouro na Copa América de 2023, no México, onde foi nomeada MVP e teve média de 10,9 pontos e 8,3 rebotes por jogo. Ela registrou 20 pontos e 11 rebotes na vitória por 69–58 contra os Estados Unidos na final. Jogou o torneio qualificatório para os Jogos Olímpicos de Verão de 2024 em Belém. No último jogo contra a Alemanha, saiu se culpando pela derrota que eliminou o Brasil, tendo sido expulsa após a quinta falta, que por envolver empurrar a jogadora Satou Sabally levou a dois lances livres extras por agressão, que após serem convertidos ajudaram a virada alemã. As companheiras de time a perdoaram, e Kamilla ainda foi escolhida para o time do campeonato, no qual liderou em rebotes.